# Stogoldinarski list
Grafika Stogoldinarski list je Rembrandtova jedkanica. Priljubljeno ime jedkanice izhaja iz velike vsote denarja, ki naj bi bila nekoč plačana za primer. Imenuje se tudi Kristus ozdravlja bolne, Kristus z bolniki okoli sebe, Kristus sprejema majhne otroke ali Kristus pridiga, saj grafika prikazuje več dogodkov iz Mateja 19 (Mt 19 v Novi zavezi, vključno s Kristusovim ozdravljenjem bolnih, razpravlja z učenjaki in kliče otroke, naj pridejo k njemu. Bogat mladenič, omenjen v poglavju, odhaja skozi vrata na desni.
Rembrandt je v 1640-ih postopoma delal na grafiki Stogoldinarski list in to je bilo »kritično delo sredi njegove kariere«, iz katerega je začel nastajati njegov končni stil jedkanice. Verjetno je končal nekje okoli leta 1648. Čeprav je grafika ohranjena le v dveh stanjih, prvo je zelo redko, pod končnim tiskom pa je mogoče videti dokaze o številnih predelavah in številne risbe so ohranjene za njegove elemente.
Wieseman opisuje jedkanico kot »tehnični tour de force, ki vključuje ogromno raznolikost stilov in tehnik tiska«:
»Skupina figur na levi strani tiska je na primer spretno označena z minimalno rahlo pregriznjenimi črtami; nasprotno pa evokativno bogastvo črnine in globina tona v desni polovici grafike predstavlja Rembrandtovo eksperimentalno tekmovanje z novo odkrito tehniko mezzotinta.«

## Opis
Jezus zavzema osrednji položaj; on je središče, okoli katerega se vse vrti. V ozadju tik nad Jezusom je temna zvonasta niša, zaradi katere izstopa. Svetniški sij]] okoli njegove glave kaže na njegovo božanskost. Njegov videz izžareva dostojanstvo, a tudi ranljivost in določeno krhkost. Razprostre roke v znak dobrodošlice. Njegove roke pa izvajajo tudi tradicionalno gesto Kristusa kot sodnika, ki jo pogosto vidimo na slikah Poslednje sodbe. Roka, obrnjena navzgor, pošilja ljudi v nebesa (običajno njegova desna roka), medtem ko roka, obrnjena navzdol, usmerja druge v pekel (običajno njegova leva roka). Opazno je, da so tu kazalci obrnjeni. To pomeni, da grafika vsebuje aluzijo na poslednjo sodbo. Skupina sedmih učencev (trije so komaj vidni) stoji blizu Jezusa, na njegovi lastni desnici.
Trije od njih imajo pogled uprt v Jezusa. Vsi so videti zamišljeni, medtem ko je njihov odziv na Jezusove besede in dejanja v tem poglavju mogoče opisati kot kritičen. Učenca, ki je najbližje Jezusu, lahko identificiramo kot Petra glede na način, kako ga običajno prikazujejo. Z desnico skuša ustaviti ženo, ki se bliža Jezusu z dojenčkom v naročju. Naredi odločilen korak, ko svojega otroka prinese k Jezusu. To lahko pomeni aluzijo na krst otrok, sporno točko tudi v Rembrandtovem času. Za njo malčka vleče ob materini strani. V naročju nosi še enega otroka. Ta mati še vedno okleva, medtem ko otrok kaže na Jezusa, tako kot Jezus drži otroka za zgled gledalcu. Za dečkom na tleh leži pes. V 17. stoletju je pes običajno simboliziral zvestobo. To morda namiguje na svetopisemski stavek v Mt 15,26-28. Eden ima kapo čez ušesa, noče slišati Jezusovih besed. Drugi ima kapo ne le čez ušesa, ampak tudi čez oči. Na sprednji strani te majhne skupine in najbolj oddaljen od Jezusa stoji moški, ki je s hrbtom obrnjen proti gledalcu. Nosi preveliko baretko. S sklenjenimi rokami na hrbtu in gleda proč, celo njegova noga je obrnjena stran, se zdi arogantno, da bi se izognil Jezusovemu pogledu. Tam je mladenič v modnih oblačilih, ki je poleg ženske enake postave z dojenčkom v naročju. Njegova bogato obdelana oblačila, negovani lasje in elegantni škornji kažejo na udobje življenja. Potrt sede, globoko zamišljen. Kamela, ki vstopa skozi vrata na skrajni desni strani grafike vzporedno z mladeničem, se zdi, da ga neposredno povezuje s verzom 24.
Če to poudarimo, se zdi, da človek poskuša zgrabiti zver, da bi jo zajahali. Pomen tega poglavja se pokaže v tem, kako tam stoji Jezus. Morda najbolj osupljiv preobrat od vseh: Jezusove roke so nasprotje običajne upodobitve v Poslednji sodbi. Oprostilna roka je na levi, kar je dovolj pomembno na strani ubogih v duhu. Obsojajoča roka je na desni strani, ki bi jo lahko označili kot roko bogatih v duhu. Vendar tudi s to roko Jezus odrine Petra, ki hoče noseči preprečiti, da bi prišla k njemu. Še več, Jezusova oprostilna roka je postavljena v samo središče kompozicije. Milost je osrednja v tej grafiki.

## Zgodovina
Rembrandtova grafika Stogoldinarski list, kot je postala znana, je že od samega začetka slovela po izjemno visoki ceni, ki jo je domnevno zahteval. Rembrandt je v 1640-ih postopoma delal na grafiki in sredi njegove kariere je bilo kritično delo, iz katerega je začel nastajati njegov končni slog jedkanice. Mnogi menijo, da je ta grafika apoteoza Rembrandtove dejavnosti v jedkanici. V enem okvirju Rembrandt ilustrira nič manj kot štiri trenutke iz 19. poglavja Matejevega evangelija. Čeprav točnega datuma ni mogoče potrditi, bi lahko dokončanje slike zožili na leto 1649. Grafika je ohranjena samo v dveh stanjih, prvo je zelo redka predelava originalnega dela, drugo pa ponatis in kopiranje originalnega umetniškega dela. Pod končnim natisom je mogoče videti dokaze o številnih predelavah in številne risbe so ohranjene za njegove elemente.
V tej grafiki Rembrandt združuje življenjski študij, natančno branje evangelijskih odlomkov in svoje obvladovanje medija. Različne pripravljalne študije kažejo na to, kako skrbno je Rembrandt izdelal posamezne figure in kako je dokončal celotno kompozicijo do prvega natisa. Wieseman opisuje jedkanico kot tehnični tour de force, ki vključuje ogromno raznolikost slogov in tehnik, uporabljenih v grafiki. Skupina figur na levi strani je na primer spretno označena z minimalno količino rahlo pregriznjenih črt; nasprotno pa evokativno bogastvo črnine in globina tona v desni polovici grafike predstavlja Rembrandtovo eksperimentalno tekmovanje z novo odkrito tehniko mezzotinta.
V desetletju po letu 1642 se je Rembrandtova produkcija spremenila na več načinov. Njegova proizvodnja slik se je drastično zmanjšala in nekaj slik, ki jih je naredil, se je razlikovalo po temi, velikosti in slogu. Poleg tega ni izdelal nobenega naslikanega portreta, kar je mogoče razlagati na dva načina: ali v tem obdobju ni prejel nobenega portretnega naročila ali pa jih desetletje ni sprejemal. Istočasno se je lotil številnih izjemno ambicioznih jedkanic, kot sta portret (1647) njegovega prijatelja Jana Sixa in še posebej grafika Stogoldinarski list.

## Vpliv

### Jan Steen
V zgodnjih 1650-ih je Jan Steen (1626–1679) prisvojil vidike Rembrandtove grafike Stogoldinarski list in ustvaril enega najzgodnejših vizualnih odzivov na to mojstrovino. Steen je mračne in bolne figure iz grafike spremenil v hudomušno igrive, šaljive ali pijane udeležence farse poročnega rituala. Ko je resno svetopisemsko temo spremenil v komično vaško poroko, se je Steen oddaljil od splošnega spoštljivega spoštovanja do grafike in pokazal svoje spoštljivo rivalstvo z Rembrandtom.

### Grafike Baillie
Okoli leta 1775 je kapitan William Baillie natisnil izdajo 100 grafik lastnoročno obsežno predelane različice izvirne Rembrandtove bakrene plošče. Bailliejeva najzgodnejša znana grafika je portret Johna Goldinga (1753), občasno pa je izdelal grafike z vojaško tematiko, ki so bile vrezane iz njegovih originalnih slik. Bolj značilno pa je reproduciral dela nizozemskih in flamskih mojstrov iz 17. stoletja v svojih lastnih ali aristokratskih zbirkah, specializiranih za Rembrandta van Rijna.
Od slikarja in graverja Johna Greenwooda je pridobil ploščo, ki je bila že obrabljena zaradi ponavljajočih se natisov. Kot graver je Baillie poskušal obnoviti delo, vendar so njegov trud ocenili kot "»ežkega in brezčutnega, ki mu manjkajo vse tankočutnosti Rembrandtovega dela«. Po svoji izdaji je Baillie ploščo razrezal na štiri dele, jih predelal in dal natisniti kot ločene slike. Pomanjšanemu osrednjemu fragmentu s Kristusom je dodal okvir loka.

## Jedkanica in grafika
Rembrandt je naredil okoli 300 jedkanic in suhe igle med približno 1626 in 1665. Odtis Stogoldinarski list je bil ustvarjen s suho iglo in jedkanico z japonskim papirjem kot glavnim materialom za odtis. Rembrandt je bil očaran nad temami iz Stare in Nove zaveze ter je, tako kot v Abrahamu in Izaku, užival v razkrivanju realističnih človeških čustev in pripovednih podrobnosti, ki so jih navdihnile te zgodbe, ki so pripeljale do izvora grafike Stogoldinarski list. Pokrajine so bile še ena najljubša tema Rembrandta. Tri drevesa, v katerih je evociral značilno muhasto in deževno nizozemsko vreme, so najbolj intenzivno dramatično od teh del. Do leta 1650 je Rembrandt začel obravnavati tiskarsko ploščo podobno kot platno, tako da je na površini plošče pustil nekaj črnila ali tona črnila, da bi ustvaril 'naslikane' odtise, v katerih bi bil vsak odtis videti drugače, odvisno od načina, kako je črnil ploščo. Rembrandt je imel veliko zbirko grafik prejšnjih mojstrov, kot so Albrecht Dürer, Lucas van Leyden in Antonio Tempesta in pogosto je črpal navdih iz njihovih del.
Pokopavanje Kristusa (1654) je bila natisnjena v prvem stanju brez tona plošče, tako da so vidne le jedkane črte. V drugem stanju pa je naredil subtilne, muhaste vtise iste slike tako, da je na površini tiskarske plošče pustil veliko črnila in ga nato obrisal na določenih območjih, da bi ustvaril poudarke, kot je to storil na telesu Kristusa in nekaj figur okoli njega v impresiji Metropolitanskega muzeja. Rembrandt je svoje pozne grafike pogosto dramatično predelal in z vsakim stanjem ustvaril skoraj povsem nove vizije teme. Ker je ohranil toliko faz svojega delovnega procesa, lahko o tem na nek način priča tudi današnji gledalec.

## Znane lokacije
Medtem ko število originalnih izvodov, ki so jih natisnili Rembrandt in drugi poznejši lastniki, ni znano, grafika Stogoldinarski list ni redka, čeprav se kakovost odtisov precej razlikuje. Številne izvode je mogoče videti v muzejih, vključno z:
- Britanski muzej
- Zbirka Frick
- Muzej lepih umetnosti, Boston vključno z Bialliejevimi grafikami
- Metropolitanski muzej umetnosti
- Oberlin College, Allen Memorial Art Museum
- Rijksmuseum